# Nyíri
Nyíri is een plaats (község) en gemeente in het Hongaarse comitaat Borsod-Abaúj-Zemplén. Nyíri telt 447 inwoners (2001).